# Comuna de Brwinów
Brwinów (polaco: Gmina Brwinów) é uma gminy (comuna) na Polónia, na voivodia de Mazóvia e no condado de Pruszkowski. A sede do condado é a cidade de Brwinów.
De acordo com os censos de 2004, a comuna tem 20846 habitantes, com uma densidade 301 hab/km².

## Área
Estende-se por uma área de 69,16 km², incluindo:
- área agricola: 74%
- área florestal: 7%

## Demografia
Dados de 30 de Junho 2004:
|                      | Total   | Total | Mulheres | Mulheres | Homens  | Homens |
| -------------------- | ------- | ----- | -------- | -------- | ------- | ------ |
|                      | pessoas | %     | pessoas  | %        | pessoas | %      |
| População            | 21 141  | 100   | 11 102   | 52,5     | 10 039  | 47,5   |
| Densidade (pop./km²) | 305,7   | 100   | 160,5    | 160,5    | 145,2   | 145,2  |

De acordo com dados de 2002, o rendimento médio per capita ascendia a 1561,25 zł.